# アマドゥ・アヒジョ
アマドゥ・ババトゥラ・アヒジョ（フランス語: Ahmadou Babatoura Ahidjo, 1924年8月24日 - 1989年11月30日）は、カメルーン共和国の政治家。同国の初代大統領。
1924年、現在のカメルーン北部州ガルアに生まれた（当時はフランスの委任統治領東カメルーン）。1940年代に政治の世界に入り、1960年にカメルーンが独立すると初代大統領に選ばれ、当時イギリスの信託統治領であった西カメルーンに対して加わるよう呼びかけた。その後、1965年、1970年、1975年、1980年の選挙でも勝利し、徐々に自らの政党による完全な一党支配を築き上げた。1976年にはその他の政党を禁止している。
1960年代には、カメルーン人民同盟からの反抗を経験したが、1970年までにこれを押さえている。また、1970年代前半には不人気な憲法を制定し、イギリスによる統治の名残を終わらせて統一されたルールを導入した。アヒジョの政策の多くは独裁的であったが、同時にアフリカで最も安定した国の一つとなった。
1982年11月4日、アヒジョは健康上の理由により突如大統領職を辞した。辞任を巡っては諸説あり、一般的にはフランス人医師が虚偽の診察を行ったとされている。なお、後任の大統領には、当時首相であったポール・ビヤが2日後に就任している。この人選についても、自身のようにカメルーン北部出身のムスリムではなく南部出身のキリスト教徒であるビヤを選んだことが大きな驚きを与えた。アヒジョの真意は不明だが、健康が回復した後に再び大統領職に復帰しようと考えていたか、ビヤの後任で首相となった北部出身のムスリムであるブバを最終的な後継者にするため、ビヤをつなぎの大統領に据えたという考えが推測されている。アヒジョの所属するカメルーン民族同盟の中央委員会は、大統領職に留まるよう慰留したもののこれは断られてしまった。しかし、同党の代表としての残留には同意した。このとき、アヒジョはビヤを同党の副代表に就任させて自分の不在時に党の執務を行うようにしている。1983年1月、アヒジョはビヤをサポートしながら国中を回った。
1983年の後半、アヒジョとビヤとの間の確執が徐々に深まっていった。7月19日、アヒジョはフランスに亡命した。ビヤはカメルーンに残っていたアヒジョを支持する者らを要職から外すとともに、アヒジョの肖像画を自分のものに変えたり党の歌からアヒジョの名前を削ったりするなど、アヒジョの権威を示すシンボルを除去していった。8月22日、ビヤはアヒジョが関与したとされる陰謀を暴露されたと発表した。これに対し、アヒジョはビヤが自らの権力を乱用したと厳しくビヤを非難した。複数の第三国のリーダーたちが二人の仲介を試みたが和解には至らず、アヒジョは8月27日に党の代表を辞任した。亡命期間中の1984年2月、アヒジョは1983年6月にクーデター計画に関与していたとして本人不在のまま他の2人とともに死刑を宣告された（その後、終身刑に減刑されている）。アヒジョはこの計画への関与を否定した。しかし、1984年4月のクーデター未遂は、アヒジョによって進められたと広く信じられている。
その後の余生をアヒジョはフランスとセネガルで過ごした。1989年11月30日、セネガルの首都ダカールで亡くなった。